# Llevant (Majorque)
Le Llevant (nom officiel en catalan ; le Levante en castillan) est une comarque de l'île de Majorque de la communauté autonome des Îles Baléares en Espagne.
Il doit son nom à la région limitée de l'île où l'on peut observer le soleil se lever sur la mer. En effet, le paysage est un massif de moyenne montagne qui la sépare de la plaine (de la comarque de la Pla de Mallorca qui la borde au nord-ouest). Toutefois les montagnes du Llevant sont moins élevées que celles de la Serra de Tramuntana (sur la côte nord-ouest).

## Communes
| Commune                    | Habitants |
| -------------------------- | --------- |
| Artà                       | 6802      |
| Capdepera                  | 10885     |
| Manacor                    | 37963     |
| Sant Llorenç des Cardassar | 8095      |
| Son Servera                | 11392     |